# ヒメダイ
ヒメダイ（姫鯛、学名 Pristipomoides sieboldii ）は、スズキ目・フエダイ科に分類される魚の一種。インド太平洋熱帯域のやや深い海に生息する肉食魚で、日本では高級魚として扱われる。
学名の種名"sieboldii"は、江戸末期に長崎に赴任し日本の動植物を研究したシーボルトに対する献名である。日本での地方名として、オゴ（東京）コマス（八丈島）チイキ（小笠原・和歌山・高知）アカトンボ（静岡）チビキ、ホンチビキ（和歌山・広島）アカキコイ（鹿児島）クルキンマチ（沖縄）などがある。
成魚は全長40cmほどだが、稀に1mに達する。体は前後に細長い紡錘形で、体色は紫褐色である。尾鰭は大きく二叉する。背鰭は棘条と軟条の間で僅かに低くなるがほぼ四角形になる。背鰭と臀鰭の最後の軟条は糸状に伸び、他の軟条の2倍以上になる。ハマダイに似るが体色が異なり、背鰭の中央が極端に低くならないので区別できる。
アフリカ東岸・南日本・ハワイ・オーストラリア北岸まで、インド太平洋の熱帯海域に広く分布する。南東大西洋のVema海山からの記録もある。日本では本州中部以南に分布する。
水深100-300mほどの岩礁域に生息し、大陸棚や海山の上に多い。食性は肉食性で、小魚・甲殻類・頭足類など小動物を幅広く捕食する。

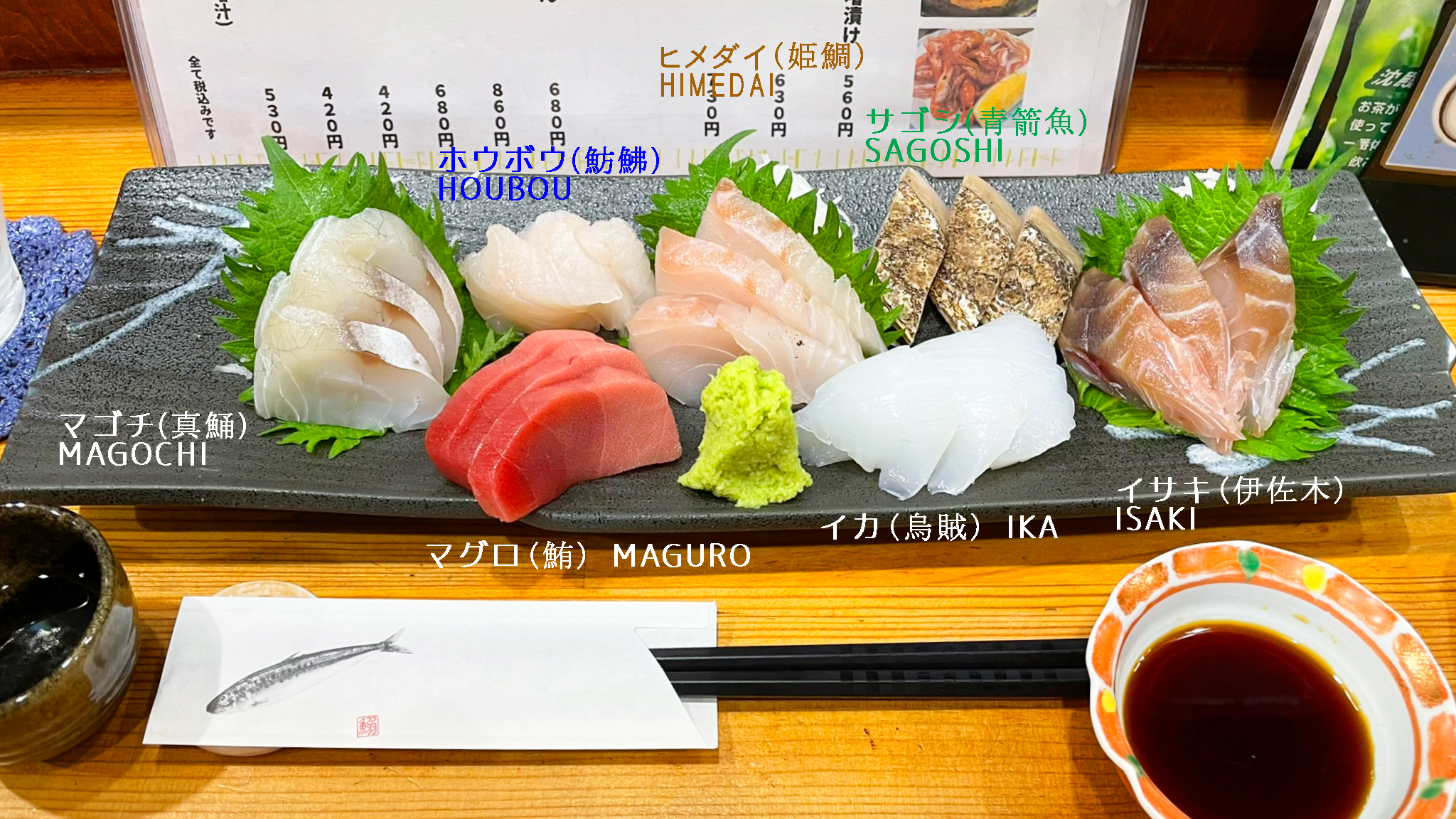
刺身の盛り合わせ。中央のワサビの上の白身がヒメダイ（オゴダイ）

深海延縄や釣りで漁獲されるが、若魚は磯釣りで釣れることもある。身は白身で、日本では高級食材として評価されている。刺身・焼き物・煮物など様々な料理に用いられる。